# Mayada El Hennawy
Mayada Bent Bakri El Hennawy (Arabisch: ميادة الحناوي; (Aleppo, 8 oktober 1959) is een Syrische zangeres die bekendstaat als een iconische figuur in de klassieke Arabische muziek en tarab-traditie. Haar bijnaam luidt Moutrabat el‑Jeel ("Zangeres van de Generatie").

## Biografie
El Hennawy werd geboren in een muziekminnend gezin in Aleppo en ontwikkelde vroeg haar vocale talent. Op haar 18e (soms vermeld: 17e) werd ze ontdekt door de beroemde Egyptische componist Mohamed Abdel Wahab tijdens een optreden in Bloudan, een voormalige Syrische resortplaats. Hij prees haar stem en nodigde haar uit om naar Caïro te komen en haar carrière te starten.

## Muzikale carrière
In Caïro werkte ze samen met toonaangevende componisten als Salah El Sharnouby, Mohamed Abdel Wahab, Mohammed El Mougy, Baligh Hamdi en Riad El Sounbati. Vooral haar samenwerking met Baligh Hamdi in de jaren 1980 resulteerde in enkele van haar grootste hits, waaronder Ana Ba’sha'ak, El Hob illi Kan, Sidi Ana, Indi Kalam en Ana A’amel Eh.
Haar muziek bestrijkt diverse stijlen, van klassieke Arabische ballades (tarab) en romantische liederen tot patriottische en traditionele Levantijnse nummers.

## Latere carrière en recent werk
Na het album Touba (half jaren 2000) maakte El Hennawy een pauze, waarna ze alleen nog incidenteel patriottische liederen ten gehore bracht in landen als Syrië, Palestina, Algerije en Tunesië. In 2007 keerde ze terug met een album waarin een nummer stond dat Baligh Hamdi ooit componeerde voor Umm Kulthum. Ze blijft actief in muziek en treedt nog steeds op op Arabische podia, waaronder grote concertzalen zoals de Opera van Caïro en Damascus, en festivals zoals Mawazine in Marokko.

## Discografie (selectie)
- Ana Ba’sha'ak
- El Hob illi Kan
- Sidi Ana
- Indi Kalam
- Sa’et Zamane
- Habena
- Tobah   (Selectie gebaseerd op werk van Salah El Sharnouby, Baligh Hamdi en anderen)

## Onderscheidingen en culturele impact
El Hennawy wordt gezien als een van de meest invloedrijke vrouwelijke zangeressen uit de late 20ste eeuw binnen het Midden-Oosten. Haar stem en interpretatie van tarab-liederen gelden als maatstaf voor emotionele diepgang en vocale finesse.

## Politieke beperkingen en uitdagingen
Tijdens de regimes van Anwar Sadat en Hosni Mubarak in Egypte werd El Hennawy regelmatig de toegang tot Egypte ontzegd vanwege politieke spanningen. Later keerde ze deels terug op uitnodiging van Egypte's toenmalige informatie-minister Safwat al‑Sharif Alam El Phan. Ook in Koeweit werden geplande optredens afgezegd vanwege haar verwachte steun aan het Syrische regime.